# Oskar Blotta
Oskar Blotta (Buenos Aires, 23 de enero de 1941) es un empresario e historietista argentino.

## Biografía
Hijo del dibujante, historietista y publicista argentino Oscar Blotta (1918-2007), a los 22 años fue guardavidas de la Cruz Roja en las playas de Miami. Luego regresó a su país (Argentina).
Junto a Andrés Cascioli fundó las revistas Satiricón y Humor®.
Estuvo casado de veintisiete años con la periodista y escritora Viviana Gómez Thorpe (quien había entrado como secretaria a la revista Satiricón), con quien tuvo dos hijos, Anselmo (músico) y Luciano (técnico cinematográfico).